# Immaterialgut
Mit Immaterialgut wird in der Rechtswissenschaft ein unkörperlicher Gegenstand im Sinne eines nicht greifbaren, geistigen Guts bezeichnet, beispielsweise ein Kunstwerk oder eine technische Erfindung.
Wie ihre körperlichen Äquivalente, die Sachen, existieren Immaterialgüter auch außerhalb der Rechtsordnung.

## Begriff
Der Begriff des „Immaterialguts“ für unkörperliche Gegenstände ist wie der Begriff der „Sache“ für körperliche Gegenstände ein normativer Rechtsbegriff. Dadurch, dass die Rechtsordnung es einer bestimmten Person rechtlich zuordnet, beispielsweise einen literarischen Text dem Autor in Form des Urheberrechts, wird es zum Rechtsobjekt.
Streng vom Immaterialgut zu trennen ist seine mögliche Verkörperung. So sind die Seiten, auf denen der literarische Text lesbar festgehalten wird, lediglich der körperliche Träger der geistigen Schöpfung „Roman“. Nur der Roman als solcher, also das eigentliche Werk, ist das Immaterialgut und besteht unabhängig von den papiernen Buchseiten.
Die an Immaterialgütern von der Rechtsordnung anerkannten Rechte wie das Patent- oder das Urheberrecht werden unter dem Begriff des geistigen Eigentums zusammengefasst. Das Rechtsgebiet, das die Rechtsverhältnisse an Immaterialgütern regelt, wird als Immaterialgüterrecht bezeichnet.

## Prinzipien des Immaterialgüterrechts
Immaterialgüter sind anders als körperliche Gegenstände nicht greifbar und deshalb besonders verletzlich und schutzbedürftig. Es gelten folgende Besonderheiten:
- Die Immaterialgüterrechte sind gesetzlich abschließend geregelt (sogenannter Numerus clausus des Immaterialgüterrechts).
- Ihre Geltung ist grundsätzlich auf das Gebiet eines Staates beschränkt (Territorialitäts- oder Schutzlandprinzip).
- Das ältere Recht setzt sich gegenüber dem jüngeren Recht durch (Prioritätsgrundsatz).
- Die Immaterialgüterrechte entstehen grundsätzlich durch ein formelles Verfahren, beispielsweise der Anmeldung beim Deutschen Patent- und Markenamt (Ausnahmen: Urheberrecht, Benutzungsmarke, geschäftliche Bezeichnungen, nicht eingetragenes Gemeinschaftsgeschmacksmuster).
- Sie gewähren dem jeweiligen Inhaber eine absolute Rechtsposition, die dazu berechtigt, Dritte von der Nutzung des Rechts auszuschließen (Prinzip der Ausschließlichkeit).
- Immaterialgüterrechte sind in zeitlicher Hinsicht (Ausnahme: Kennzeichenrecht) begrenzt (§ 64 UrhG, § 16 PatG, § 47 MarkenG) und formfrei übertragbar (Ausnahme: Gemeinschaftsmarke).
- Die Immaterialgüterrechte als Sonderschutzrechte schränken die Nachahmungsfreiheit ein.